# Юкечев Юрій Павлович
Юрій Павлович Юкечев (нар. 1 січня 1947) — російський композитор, музичний педагог.

## Коротка біографія
Народився 1947 року в м. Мукачеве Закарпатської області в Україні. 1965 року вступив в Ленінградську консерваторію по класу композиції (клас професора О. А. Євлахова) і 1970 року успішно завершив навчання.
З 1970 року живе і працює в Новосибірську, викладає на кафедрі композиції Новосибірської Державної Консерваторії (академії) ім. М. І. Глінки (з 1994 року — доцент, з 1998 року — професор). Брат — російський журналіст, медіатренер Юкєчєв Віктор Павлович.
З 1996 року — голова Сибірської організації Спілки композиторів Росії.
Заслужений діяч мистецтв Росії.

## Творчий шлях
Юрій Юкечев — автор більш 300 творів. У його творчості домінують три жанрово-стильових напрямки:
- академічні жанри хорової та камерно-інструментальної музики
- імпровізаційна музика
- електронна музика.

Здобувши освіту в рамках «Петербурзької композиторської школи», Ю. Юкечев широко розвиває її традиції в 1970-ті роки вже в новому контексті — в умовах самобутньої Сибірської культури. Це десятиліття знаменується створенням великого кількості творів у різних академічних жанрах.
Починаючи з 1980-х років, не пориваючи з традиційної академічною композицією, він одночасно спрямовується в сферу імпровізаційної музики (перш за все як піаніст), синтезуючи стилістику джазової імпровізації в різних її проявах — від традиційного до авангардного — з багатою варіаційно-комбінаторною технікою та панмодальной гармонією класичної музики XX століття. Так виникають два дуети: «Homo liber» (спільно з саксофоністом Володимиром Толкачовим) та «Homo ludens» (з барабанщиком Владиславом Боровським). 1989 року британський лейбл Leo Records [Архівовано 18 квітня 2021 у Wayback Machine.] випустив три диски з музикою «Homo liber». Імпровізаційне початок вводиться і в класичні композиційні форми (тріо «Пам'яті І. І. Соллертинський»). Потім слідують серйозні досліди в сфері електронної музики: синтезатор стає важливим компонентом творів, а нерідко та єдиним виразником намірів композитора.
1995 року Юрій Юкечев успішно виступав у США, його хорові твори також звучали у виконанні Російського Камерного Хору Нью-Йорка під керуванням Миколи Качанова. Ця поїздка ознаменувалася випуском диска «My Heart is Ready»[недоступне посилання з травня 2019] з його хоровою музикою американським лейблом Helicon Records 1996 року. Музика Ю. Юкечева також виконувалася в багатьох інших країнах.
З 2006 року у творчості Ю. Юкечева з'являється новий напрям — синтез електронної музики та візуального ряду. Так він створює серію аудіовізуальних композицій під назвою «фото-новели», в яких виступає як у ролі композитора, так і в ролі фотохудожника.

## Педагогічна діяльність
Як музичний педагог Юрій Юкечев виховав ряд композиторів, що займаються творчою, педагогічною роботою в багатьох містах Росії і за кордоном. У їх числі З. К. Степанов (заслужений діяч мистецтв Республіки Саха, голова правління СК Республіки Саха), А. В. Новіков (голова Далекосхідної організації СК РФ), А. Я. Деріев, О. М. Сереброва, Р. С. Столяр, С. Москаев, О. Лазаревський, Г. Смирнов [Архівовано 21 червня 2013 у Wayback Machine.], О. Чістохіна, Г. Зайцев та багато інших. Будучи студентами, а потім та зрілими композиторами, його учні отримували дипломи міжнародних, всесоюзних та всеросійських конкурсів.